# Paolo Bertolucci
Paolo Bertolucci (Forte dei Marmi, 3 agosto 1951) è un ex tennista e commentatore televisivo italiano.
Soprannominato "braccio d'oro" per il suo tocco e il suo talento tennistico, vanta sei titoli nel circuito maggiore in singolare, su 12 finali disputate, grazie ai quali si colloca al quinto posto assoluto nella classifica delle vittorie ATP ottenute dai tennisti italiani nell'era Open. 
Con il 12º posto dell'agosto 1973 vanta la settima miglior classifica ATP raggiunta da un tennista italiano dall'introduzione del sistema di calcolo computerizzato. 
È stato uno dei Quattro Moschettieri, i componenti della squadra vincitrice della prima, storica, Coppa Davis per l'Italia nel 1976 e finalista in altre tre occasioni (1977, 1979 e 1980).
Nelle prove del Grande Slam ha raggiunto i quarti di finale al Roland Garros nel 1973.
In doppio è stato uno dei maggiori talenti mai espressi dal tennis italiano, conquistando 12 titoli, tutti in coppia con Adriano Panatta, su 19 finali disputate, tra cui spicca il trionfo al torneo di Monte Carlo del 1980, unico successo ottenuto da una coppia italiana nel Principato in era Open.

## Biografia
Figlio di mamma Maria Rosa, che gestiva il bar del circolo tennis "Roma" a Forte dei Marmi, e di papà Gino, maestro di tennis dello stesso club, iniziò a giocare per divertimento da bambino, palleggiando contro il muro e nel giardino di casa. Fu proprio il padre a trasmettergli le prime nozioni di gioco e, soprattutto, a impostargli il suo celebre rovescio a una mano. A 12 anni fu notato dal presidente della Virtus Bologna, che lo portò a Bologna, dove trascorse circa otto mesi nel circolo tennis. Fu poi la Federazione a osservarlo e a portarlo al centro tecnico di Formia, all'età di 14 anni, insieme, tra gli altri, ad Adriano Panatta. In quella struttura, poteva studiare al mattino, mentre il pomeriggio era dedicato agli allenamenti.
Ha una figlia Irene, chiamata così in onore dell'attrice greca Irene Papas, che si occupa di cavalli e salto a ostacoli.

## Carriera da giocatore
Nel 1966, ancora quattordicenne, conquistò i Campionati Italiani Under 16 e nel 1969 trionfò tra gli Under 18 del proprio paese.

### 1968-1972: semifinale a Senigallia, quarti a Roma, esordio in Davis
A giugno del 1968 fece il suo esordio nel circuito maggiore, nella penultima edizione del torneo di Barcellona prima dell'era Open, dove venne sconfitto al primo turno dallo spagnolo Enrique Guerrero in cinque set.
Nell'aprile del 1969 giocò il suo primo incontro nell'era Open, agli Internazionali d'Italia, dove fu sconfitto al primo turno da Patrick Proisy in due set (3-6, 6-8).
Il 2 agosto 1971 ottenne la sua prima vittoria nel circuito maggiore, battendo con il punteggio di 6-2, 6-0 il francese Terrade nel primo turno del torneo di Senigallia, dove si spinse poi fino alla semifinale grazie ai successi, in sequenza, sullo statunitense Robert Stock, Petre Marmureanu e Giordano Majoli. A sconfiggerlo fu Martin Mulligan, in tre set.
Il 23 aprile 1972 vinse il torneo di Catania (non ancora facente parte del circuito maggiore), sconfiggendo in finale Martin Mulligan per 6-4, 6-4, 7-6. La settimana successiva prese parte per la seconda volta agli Internazionali d'Italia, dove arrivò ai quarti di finale sconfiggendo Andrés Gimeno, testa di serie n. 6, Antonio Muñoz e István Gulyás, prima di arrendersi, al tie-break del set decisivo, a Jan Kodeš, testa di serie n. 3 e finalista del torneo.
Dal 5 al 7 maggio, nel primo turno della Zona A europea di Coppa Davis, conquistò contro Ruby Hoskowetz e Hans Kary due dei cinque punti con cui l'Italia guidata da Giordano Majoli eliminò l'Austria. Dal 20 al 22 maggio l'Italia affrontò l'Olanda sconfiggendola per 4-1 nei quarti di finale della Zona A europea. Bertolucci vinse il secondo singolare, contro Fred Hemmes e fu sconfitto da Jan Hordijk a risultato acquisito.
Nella sua prima partecipazione al Roland Garros, fu eliminato al primo turno da François Jauffret col punteggio di 6-0, 6-4, 6-1.
Nella prima delle sue due sole partecipazioni al torneo del Queen's, il 20 giugno sconfisse al primo turno Harold Solomon in due set, vincendo il suo primo incontro in carriera su erba, mentre nei sedicesimi di finale, disputati nello stesso giorno per via del maltempo dei giorni precedenti, beneficiò di uno stiramento alla schiena subito da Tom Gorman che si ritirò nel set decisivo sul punteggio di 6-3, 2-6, 8-7 a favore di Bertolucci, che poi negli ottavi si arrese a John Paish per 6-8, 0-6.
Nel suo unico incontro disputato in carriera a Wimbledon, Bertolucci fu sconfitto in tre set da Jim Mcmanus (2-6, 3-6, 3-6). 
Nel 1972 raggiunse la sua prima finale ai Campionati italiani assoluti, disputati al CT EUR di Roma, dove fu sconfitto dal campione in carica Adriano Panatta con un triplo 2-6.

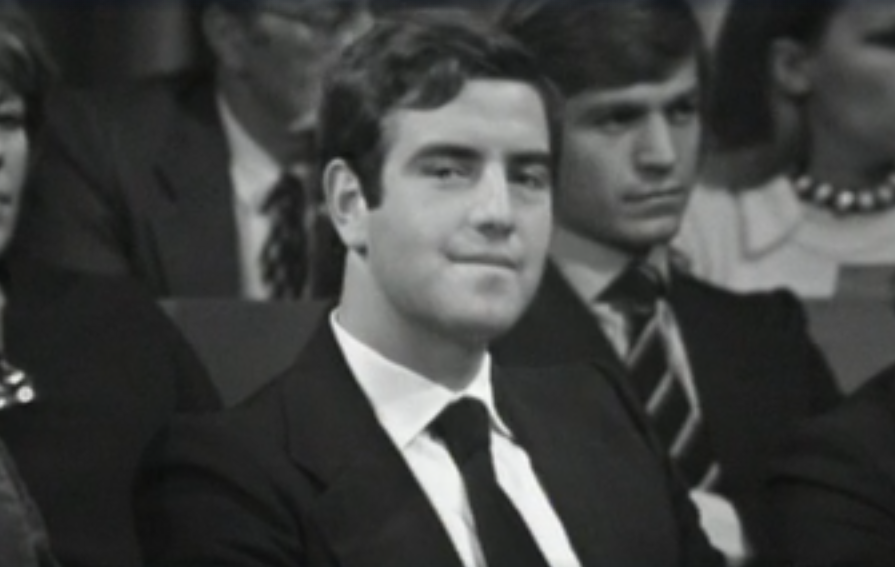
Paolo Bertolucci ospite di Canzonissima 1972

### 1973: quarti al Roland Garros, semifinale a Roma, n. 12 ATP
Al torneo di Firenze, il 5 maggio, disputò la sua seconda semifinale in carriera, eliminando lo svedese Birger Andersson, Patrice Dominguez e Georges Goven, per poi arrendersi ad Adriano Panatta in quattro set, nel primo confronto diretto tra i due giocatori nel circuito maggiore.
Dal 18 al 20 maggio, per i quarti della Zona B europea di Coppa Davis, l'Italia guidata da Fausto Gardini vinse per 5-0 la sfida contro la Bulgaria. Bertolucci vinse in tre set il primo singolare contro Božidar Pampulov e, in coppia con Panatta, si aggiudicò anche la prova di doppio contro i gemelli Matej e Bozhidar Pampulov. A risultato acquisito Bertolucci conquistò il penultimo singolare contro Ljuben Genov.
Alla fine di maggio diventò il secondo tennista italiano dell'era Open, dopo Adriano Panatta, a raggiungere i quarti di finale al Roland Garros, grazie ai successi, nell'ordine, su Joaquin Loyo-Mayo, Mark Cox, Andrew Pattison e, negli ottavi, sulla testa di serie n. 4 Arthur Ashe, che sconfisse in tre set prima di arrendersi a Nikola Pilić in quattro. La settimana seguente fu semifinalista agli Internazionali d'Italia, primo italiano dell'era Open ad aver compiuto l'impresa. Superò i primi tre turni in tre set contro Jun Kuki, Ion Tiriac e Roger Taylor, testa di serie n.11. Negli ottavi di finale si impose in due set su Patrice Dominguez, mentre nei quarti la spuntò per 7-5 nel set decisivo contro Jiří Hřebec. La semifinale lo vide soccombere in cinque partite contro l'imminente numero 1 del mondo, neo campione del Roland Garros e futuro vincitore del torneo, Ilie Năstase, in un incontro sospeso per oscurità nel quinto set, con Năstase in vantaggio per 4-0 e servizio, e concluso il giorno seguente con il punteggio di 2-6, 6-3, 3-6, 6-3, 0-6 a sfavore di Bertolucci, l'unico giocatore in grado di strappare almeno un set a Năstase in 13 incontri consecutivi tra Parigi e Roma.
Nella sua seconda e ultima partecipazione al torneo del Queen's, sconfisse al primo turno Tony Roche per 6-3, 8-9, 6-4, per poi cedere in due set a Ismail El Shafei. Il 1973 fu l'anno del boicottaggio da parte dell'ATP nei confronti del torneo di Wimbledon, colpevole secondo i giocatori di aver rifiutato l'iscrizione al torneo di Nikola Pilić a causa di una squalifica. Aderì anche Bertolucci al quale la decisione costò tre mesi di squalifica dalla Coppa Davis, inflittagli dalla Federazione Italiana Tennis, che, di fatto, gli impedì di prendere parte alla manifestazione per un anno.
Nella trasferta nordamericana di agosto Bertolucci raggiunse i quarti di finale sia a Indianapolis (sconfitto dalla testa di serie n. 2 Manuel Orantes), sia a Toronto (battuto da Cliff Drysdale).
Il 23 agosto 1973, data dell'entrata in vigore della classifica mondiale computerizzata, raggiunse la posizione numero 12, la settima più alta raggiunta da un tennista italiano.
Nella prima delle sue due sole partecipazioni agli US Open, dove era testa di serie n. 12, fu costretto a ritirarsi per infortunio durante il primo turno contro Jeff Simpson.
Tornato in Italia, raggiunse la sua seconda finale (consecutiva) ai Campionati italiani assoluti, disputati al Tennis Club Perugia, dove fu nuovamente superato da Adriano Panatta in tre set (2-6, 4-6, 3-6).
Il 1º novembre del 1973, al terzo turno del torneo Jean Becker di Parigi, fu sconfitto col punteggio di 6-2, 6-2 da Ilie Năstase, futuro vincitore del torneo, nel primo incontro disputato da un tennista italiano contro un giocatore posizionato al primo posto del ranking computerizzato.
Bertolucci concluse la stagione alla posizione n. 20 della classifica mondiale, la prima computerizzata della storia.

### 1974: finali a Firenze e Bournemouth
Il 6 maggio, grazie alla posizione n. 14, Bertolucci scavalcò Adriano Panatta diventando il nuovo numero uno italiano, posizione che detenne complessivamente per 22 settimane.
Il 12 maggio, al torneo di Firenze, disputò la sua prima finale nel circuito maggiore, grazie ai successi in sequenza sul connazionale Marco Consolini, Tenny Svensson, Jeff Simpson e Onny Parun. Nell'ultimo atto fu sconfitto da Adriano Panatta per 3-6, 1-6. Al torneo di Bournemouth superò Bernard Mitton al primo turno e lo statunitense Steve Faulk al secondo. Negli ottavi di finale prevalse su Iván Molina, mentre nei quarti sconfisse Patrice Dominguez. In semifinale la spuntò su Hans Kary, che riuscì a portarlo al terzo set dopo avergli annullato 10 match-point nel secondo: due sul 5-2, quattro sul 5-3, due sul 5-4 e due sul 6-5 (6-4, 6-8, 6-4). In finale, il 26 maggio, Bertolucci si arrese al n. 1 del mondo Ilie Năstase col punteggio di 1-6, 3-6, 2-6.
Al Roland Garros, dove era testa di serie n. 9, uscì al primo turno per mano di William Brown col punteggio di 4-6, 7-5, 2-6.
A Båstad raggiunse la semifinale superando al primo turno Ramiro Benavides e al secondo Jairo Velasco. Nei quarti di finale la spuntò in tre set su Jan-Erik Lundquist rimontando uno svantaggio di 0-5 nel set decisivo (1-6, 7-6, 7-5). Nel penultimo atto fu sconfitto in quattro set da Adriano Panatta (6-7, 6-4, 1-6, 2-6), insieme al quale si aggiudicò poi il torneo di doppio sconfiggendo in finale la coppia Björn Borg / Ove Bengston.
La settimana successiva tornò a giocare in Coppa Davis, dopo aver scontato la squalifica inflittagli l'anno precedente dalla F.I.T., nella semifinale della Zona A europea. L'Italia superò la Svezia con il punteggio di 3-2. Bertolucci fu sconfitto nel primo singolare da Björn Borg mentre in coppia con Adriano Panatta conquistò il secondo punto per l'Italia superando il duo Borg / Ove Bengtson. Nella terza giornata conquistò il punto decisivo per la vittoria dell'Italia sconfiggendo in singolare Leif Johansson in cinque set (3-6, 6-3, 5-7, 7-5, 8-6). Dal 2 al 4 agosto l'Italia affrontò la Romania, nella finale della Zona A europea, vinta dagli "Azzurri" per 3-2, e la coppia Bertolucci / Panatta vinse la determinante sfida di doppio contro Ilie Năstase / Ion Tiriac (6-4, 8-6, 6-8, 4-6, 6-2). Nella semifinale Interzone, perduta dall'Italia 1-4 contro il Sudafrica, disputata dal 3 al 5 ottobre sul cemento dell'Ellis Park di Johannesburg, si registrò la prima sconfitta in doppio in Coppa Davis della coppia Panatta / Bertolucci, per opera del duo Hewitt / McMillan, che sancì l'eliminazione dell'Italia.
Bertolucci concluse la stagione alla posizione n. 50 della classifica mondiale.

### 1975: primo titolo ATP, semifinale ad Amburgo
Il 13 maggio del 1975, trionfando a Firenze su Georges Goven in due set (6-3, 6-4), in una finale disputata al martedì per via delle avverse condizioni meteorologiche, si aggiudicò il primo dei suoi sei titoli ATP, il primo vinto da un tennista italiano nell'era Open dopo i tre conquistati da Adriano Panatta. Per giungere all'atto conclusivo aveva eliminato, nell'ordine, Frank Froehling, Carlos Kirmayr, Éric Deblicker e Ricardo Cano. 
La settimana successiva giunse in semifinale ad Amburgo eliminando Jan Písecký, Paul Kronk, Harald Elschenbroich e Wojciech Fibak. Dopo nove incontri vinti consecutivamente, si arrese in cinque set a Jan Kodeš. 
Al Roland Garros superò il primo turno contro Jun Kuki e fu poi sconfitto al secondo da Ilie Năstase, testa di serie n. 3 e n. 6 del mondo, per 6-3, 3-6, 0-6.
Nella semifinale della Zona B europea di Coppa Davis, persa dall'Italia per 3-2 contro la Francia, Bertolucci e Panatta si aggiudicarono la gara di doppio contro la coppia François Jauffret / Patrice Dominguez.
Concluse la stagione alla posizione n. 57 della classifica mondiale.

### 1976: titoli a Barcellona e Firenze, semifinale a Buenos Aires, Coppa Davis
Il 4 aprile del 1976 conquistò il torneo di Barcellona, imponendosi in finale su Jun Kuki in quattro set col punteggio di 6-1, 3-6, 6-1, 7-6. Al primo turno aveva sconfitto Colin Dibley in due set e al secondo Tonino Zugarelli in tre. Negli ottavi di finale concesse soltanto tre giochi a Nikola Pilić, mentre nei quarti ricorse al terzo set per eliminare Ricardo Cano. In semifinale sconfisse per l'unica volta nel circuito maggiore Adriano Panatta, col punteggio di 6-7, 6-3, 12-10. 
Nei preliminari della Zona B europea di Coppa Davis, contro la Polonia, si aggiudicò i due singolari, contro Henrik Drzymalski e Czeslaw Dobrowolski, e il doppio insieme ad Adriano Panatta (che vinse anche gli altri due singolari), contro la coppia formata da Henrik Drzymalski e Jerzy Jasinsky. L'Italia, capitanata per la prima volta da Nicola Pietrangeli, si impose per 5-0.
Il 10 maggio, a Firenze, bissò il successo dell'anno precedente. Nel suo percorso verso la finale aveva eliminato il qualificato americano Henry Bunis in tre set e Tonino Zugarelli in due. Nei quarti di finale la spuntò su Patrice Dominguez al tie-break del set decisivo, mentre in semifinale ebbe la meglio sulla testa di serie n. 1 Buster Mottram col punteggio di 4-6, 6-1, 6-4. In finale, dopo 4 ore e 20 minuti, piegò le resistenze di Patrick Proisy, testa di serie n. 3, rimontando due set e uno svantaggio di 0-3 e 3-5 nella quinta partita.
Nella penultima settimana di maggio, nei quarti di finale della Zona B europea di Coppa Davis, l'Italia superò la Iugoslavia per 5-0 e Bertolucci si aggiudicò il doppio insieme ad Adriano Panatta contro il duo Nikola Pilić / Željko Franulović. 
Dopo due eliminazioni al primo turno a Roma e Parigi, raggiunse i quarti di finale a Gstaad superando Iván Molina, Nikola Pilić e Hans-Jürgen Pohmann, prima di arrendersi al vincitore del torneo Raúl Ramirez col punteggio di 0-6, 6-1, 9-11. 
Le quattro settimane successive furono dedicate interamente alla Coppa Davis. Dal 16 al 18 luglio, per la semifinale della Zona B europea, l'Italia affrontava una Svezia priva di Björn Borg, che diede sorprendentemente forfait dopo la sua prima vittoria a Wimbledon. Insieme ad Adriano Panatta, Bertolucci, batté la coppia Rolf Norberg / Ove Bengtson. L'Italia si impose per 4-1 qualificandosi per la finale della Zona B europea, contro la Gran Bretagna, che si disputò dal 5 al 7 agosto sul campo n. 1 dell'impianto di Wimbledon. Bertolucci perse la sfida di doppio, sempre in coppia con Panatta, contro il duo formato dai fratelli John e David Lloyd (con cinque match-point non trasformati), nell'unico punto perso nella sfida che aprì all'Italia la porta della semifinale Interzone. 
Nello swing estivo sulla terra verde nordamericana, Bertolucci si spinse fino ai quarti di finale a Toronto, sconfiggendo in tre set Ismail El Shafei e John Alexander, testa di serie n. 6. Negli ottavi di finale prevalse in due set su Jan Kodeš in due partite prima di arrendersi a Jaime Fillol. Medesimo risultato a Boston, dove sconfisse senza perdere un set Manuel Orantes, Ricardo Cano e Wojciech Fibak, per poi cedere in due frazioni a Harold Solomon. Nella sua seconda e ultima partecipazione agli US Open uscì al primo turno sconfitto in due set dal qualificato Gene Mayer. 
Tornato in Italia, raggiunse la sua terza finale agli Assoluti, disputati a Bari, dove venne ancora sconfitto da Adriano Panatta, che stavolta fu spinto al quinto set (6-1, 2-6, 2-6, 6-3, 3-6). 
Nella semifinale Interzone di Coppa Davis, disputata contro l'Australia dal 24 al 27 settembre, l'Italia si impose per 3-2, e, insieme ad Adriano Panatta, Bertolucci si aggiudicò la prova di doppio contro il duo formato da John Newcombe e Tony Roche, in una delle prove più brillanti mai offerte dalla coppia azzurra, che contribuì alla qualificazione dell'Italia alla sua terza finale di Coppa Davis.
La parte conclusiva della stagione a livello individuale vide Bertolucci raggiungere i quarti di finale a Tehran, dove sconfisse, senza perdere un set, l'iraniano Moharram-Ali Khodaie, Victor Amaya e Lito Álvarez, per poi arrendersi a Manuel Orantes col punteggio di 6-3, 4-6, 6-8. Ai quarti si concluse il suo cammino anche a Parigi, dove, dopo aver sconfitto Jean-Francois Caujolle e il qualificato svedese Douglas Palm, entrambi in tre set, fu battuto in due tie-break da Eddie Dibbs, futuro vincitore del torneo. Alla fine di novembre, a Buenos Aires, eliminò Carlos Kirmayr, Antonio Muñoz  e Željko Franulović raggiungendo la semifinale, dove fu sconfitto dalla testa di serie n. 1, n. 6 del mondo e futuro vincitore del torneo Guillermo Vilas, col punteggio di 7-6, 3-6, 0-6.
Dal 17 al 19 dicembre, all'Estadio Nacional de Chile di Santiago, andò in scena la finale di Coppa Davis tra Italia e Cile, dove Bertolucci, insieme ad Adriano Panatta, sconfisse il duo Jaime Fillol / Patricio Cornejo (3-6, 6-2, 6-3, 9-7), conquistando uno dei quattro punti con cui i ragazzi capitanati da Nicola Pietrangeli regalarono all'Italia la prima Coppa Davis della sua storia. Durante l'incontro di doppio, Bertolucci e Panatta indossarono una maglietta rossa in segno di protesta contro la dittatura di Augusto Pinochet.
Concluse la stagione alla posizione n. 33 della classifica mondiale.

### 1977: titoli a Firenze, Amburgo e Berlino e seconda finale Davis
Nella metà di aprile fu semifinalista a Buenos Aires dove fu sconfitto per 3-6, 2-6 da Guillermo Vilas, testa di serie n. 1, n. 3 del mondo e futuro vincitore del torneo, dopo aver sconfitto al primo turno l'argentino Juan-Carlos Santiago e nei quarti di finale Ion Tiriac, entrambi in due set.
Il 24 aprile, a Firenze, alzò il trofeo per il terzo anno di fila (record di vittorie assolute e consecutive nel torneo, detenuto a pari merito con Thomas Muster). Nel suo cammino eliminò David Schneider, Jun Kuki, l'unico in grado di strappargli un set, Richard Lewis e, in semifinale, Victor Pecci. In finale si imipose su John Feaver col punteggio di 6-4, 6-1, 7-5. 
Al torneo di Amburgo, all'epoca di categoria equipollente all'attuale ATP Tour 500, concesse due giochi a Ivan Molina al primo turno, mentre al secondo fu costretto al terzo set da Kim Warwick. Negli ottavi di finale fu Tonino Zugarelli a spingerlo al set decisivo, e nei quarti si impose su Colin Dowdeswell per 7-5 al terzo set. In semifinale ebbe la meglio su Buster Mottram in quattro partite (6-3, 3-6, 6-3, 6-2). Il 15 maggio ottenne il successo più importante della sua carriera di singolarista superando in finale Manuel Orantes, 4º giocatore del mondo, in quattro set, con lo score di 6-3, 4-6, 6-2, 6-3, e diventò il terzo tennista italiano dell'era Open a essersi aggiudicato un titolo sconfiggendo in finale un top 10. 
Al Roland Garros si fermò al terzo turno contro Buster Mottram che vendicò la sconfitta subita ad Amburgo.
Il 19 giugno a Berlino, dove era testa di serie n. 1, conquistò il suo sesto e ultimo torneo in carriera. Al primo turno eliminò Lito Alvarez in tre set e al secondo Hans Gildemeister in due. Nei quarti di finale ricorse al set decisivo per avere la meglio su Jürgen Fassbender, mentre in semifinale concesse sei game a Victor Pecci (6-3, 6-0, 6-3). In finale la spuntò al quinto set su Jiří Hřebec col punteggio di 6-4, 5-7, 4-6, 6-2, 6-4, diventando il primo giocatore italiano dell'era Open a vincere tre tornei nella stessa stagione, e a tutt'oggi, insieme a Matteo Berrettini e Luciano Darderi, l'unico ad aver compiuto l'impresa sulla terra rossa.
Il mese di luglio fu interamente dedicato alla Coppa Davis, con l'Italia campione in carica. Nella semifinale della Zona B europea, gli "Azzurri" affrontarono la Svezia priva di Björn Borg. Bertolucci vinse la prova di doppio insieme ad Adriano Panatta contro il duo formato da Jan Norback e Rolf Norberg. L'Italia sconfisse la Svezia per 4-1 conquistando il diritto di affrontare la Spagna nella finale della Zona B europea, dal 29 al 31 luglio, quando, sempre in coppia con Panatta, Bertolucci si aggiudicò la prova di doppio contro José Higueras e Antonio Muñoz, conquistando uno dei tre punti con cui gli Azzurri superarono la squadra iberica. 
A metà settembre, al Foro Italico di Roma, l'Italia disputò così la semifinale Interzone contro la Francia, in cui la vittoria di Panatta e Bertolucci su Patrice Dominguez e François Jauffret garantì all'Italia la sua quarta finale nella manifestazione. 
La settimana successiva Bertolucci centrò i quarti di finale a Parigi, dove, dopo aver eliminato nei primi due turni Hans-Jürgen Pohmann in due set e Alvaro Fillol in tre, abbandonò il campo contro Patrick Proisy in segno di protesta contro alcune chiamate dubbie, sul punteggio di 6-4, 5-7, 8-7, 40-15, con due match point a disposizione del giocatore francese.
L'ultimo risultato di rilievo a livello individuale nella stagione fu la semifinale raggiunta a Madrid, grazie ai successi in sequenza su Ion Tiriac, George Hardie, sullo statunitense George Amaya e, nei quarti di finale, sul n. 5 del mondo Manuel Orantes. Nel penultimo atto del torneo si arrese in tre set a Jaime Fillol (6-4 7-6, 6-2). 
A dicembre andò in scena la finale di Coppa Davis tra Italia e Australia, sull'erba del White City Stadium di Sydney. Alla prima sconfitta di Panatta con Tony Roche seguì quella di Corrado Barazzutti con John Alexander. La vittoria in doppio di Bertolucci, sempre in coppia con Panatta, su John Alexander e Phil Dent riaprì le speranze dell'Italia ma Alexander chiuse i conti contro Panatta. L'Australia vinse la sfida per 3-1 e si aggiudicò la sua XXIV Coppa Davis.
Bertolucci concluse la stagione alla posizione n. 29 della classifica mondiale.

### 1978: finale a Bournemouth
Ad Amburgo, dove era campione in carica e testa di serie n. 14, Bertolucci superò Jan Kodeš al primo turno col punteggio di 7-6, 6-7, 9-7, mentre al secondo sconfisse in due set Patrick Proisy. Negli ottavi di finale eliminò Eddie Dibbs, testa di serie n. 2 e n. 6 della classifica mondiale, col punteggio di 6-7, 6-4, 6-4. Dopo nove incontri vinti consecutivamente nel torneo, si arrese in tre partite a Wojciech Fibak, testa di serie n. 5 e n. 18 al mondo, col punteggio di 7-6, 4-6, 4-6. 
Al Roland Garros, dopo aver battuto il qualificato svedese Birger Andersson in cinque set e George Hardie in tre, si fermò al terzo turno contro la testa di serie n. 1, n. 3 del mondo, campione in carica e futuro vincitore del torneo, Björn Borg, che gli concesse appena quattro giochi (6-0, 6-2, 6-2). 
Al torneo di Bruxelles, dove era accreditato della testa di serie n. 5, Bertolucci fu sconfitto in semifinale da Ricardo Cano, col punteggio di 6-4, 4-6, 6-8, dopo aver battuto Paul McNamee in tre set, e il belga Bernard Boileau ed Éric Deblicker in due.
Dal 13 al 15 luglio l'Italia, sotto la guida di Bitti Bergamo, affrontò l'Ungheria nella semifinale della zona B europea di Coppa Davis. La coppia Bertolucci / Panatta perse la propria imbattibilità sulla terra rossa in Davis contro il duo composto da Balázs Taróczy e Péter Szőke e l'Ungheria si impose per 4-1.
Al torneo di Bournemouth, Bertolucci eliminò nell'ordine Gianni Ocleppo, Paul Mcnamee, Mark Cox, testa di serie n. 4, e in semifinale Andrew Jarrett. In finale fu sconfitto in tre set da José Higueras per 2-6, 1-6, 3-6.
A Barcellona si spinse in semifinale senza perdere un set, battendo Jean-Louis Haillet, Vladimir Zednik, testa di serie n. 15, Pavel Hutka e Tomáš Šmíd, per poi arrendersi a Ilie Năstase, testa di serie n. 3, col punteggio di 3-6, 6-3, 7-9.
L'ultimo risultato di rilievo in stagione furono i quarti di finale raggiunti a Santiago grazie alle vittorie sull'uruguaiano José Luis Damiani in due set e su Van Winitsky in tre, prima della sconfitta subita contro Paul Mcnamee in due partite.
Concluse la stagione alla posizione n. 42 della classifica mondiale.

### 1979: terza finale Davis, uscita dalla top 100
Dal 16 al 18 marzo l'Italia sconfisse 5-0 la Danimarca nel turno preliminare della zona A europea di Coppa Davis. Bertolucci insieme ad Adriano Panatta sconfisse la coppia Michael Mortensen / Carl-Edvard Hedelund.
Il 10 aprile, nel primo turno del torneo di Monte Carlo raccolse soltanto un gioco (6-0, 6-1) contro Björn Borg, in una delle due sconfitte più pesanti mai subite da un tennista italiano contro un numero 1 della classifica mondiale in un incontro al meglio dei tre set.
Il miglior risultato della stagione a livello individuale furono gli ottavi di finale raggiunti a Roma, grazie ai successi su Patrick Proisy in tre set e Tomáš Šmíd in due, prima della sconfitta subita contro Guillermo Vilas, testa di serie n.1, n. 3 del mondo e finalista del torneo.
Al Roland Garros si fermò al primo turno a causa di un infortunio subito durante il match contro Balázs Taróczy, con il giocatore ungherese in vantaggio di due set a zero.
Dal 13 al 15 luglio, nella semifinale della Zona A europea di Coppa Davis, l'Italia sconfisse l'Ungheria per 3-2 sulla terra rossa del campo centrale del Foro Italico di Roma, nonostante la sconfitta subita in doppio da Bertolucci e Panatta contro Balázs Taróczy e Péter Szőke, la prima subita in casa dalla coppia italiana.
Nella semifinale Interzone di Coppa Davis, vinta per 4-1 sulla Cecoslovacchia e disputata al Foro Italico dal 5 al 7 ottobre, Bertolucci e Panatta sconfissero Tomáš Šmíd e Jan Kodeš.
Dal 14 al 16 dicembre l'Italia disputò la sua quinta finale di Coppa Davis (la terza per Bertolucci), dove fu sconfitta 5-0 dagli Stati Uniti sul sintetico del Civic Auditorium di San Francisco. La squadra era capitanata da Vittorio Crotta che sostituiva Bitti Bergamo, morto in un incidente stradale il 12 ottobre, cinque giorni dopo la semifinale contro la Cecoslovacchia. Bertolucci nulla poté in doppio, insieme ad Adriano Panatta, contro la coppia formata da Bob Lutz e Stan Smith. Gli Stati Uniti alzarono la Coppa per la 26ª volta.
Concluse la stagione alla posizione n. 158 della classifica mondiale.

### 1980: finali al Cairo e a Bologna, titolo in doppio a Monte Carlo, quarta finale Davis
Al torneo del Cairo, disputato a marzo, superò la wild card egiziana Gomaa Hallaby in due set e, negli ottavi di finale, Patrick Proisy, testa di serie n. 6, al tie-break del set decisivo. Nei quarti di finale si impose con un doppio 6-0 su Kjell Johansson, mentre in semifinale eliminò in due set Christophe Freyss. In finale si arrese a Corrado Barazzutti, testa di serie n. 1, col punteggio di 4-6, 0-6. 
Un mese più tardi, insieme ad Adriano Panatta, conquistò la prova di doppio del torneo di Monte Carlo, unico titolo conquistato nel Principato da una coppia italiana nell'era Open, grazie al successo in semifinale su Ivan Lendl e Bill Scanlon per 4-6, 7-5, 7-5, e in finale su John McEnroe e Vitas Gerulaitis, col punteggio di 6-2, 5-7, 6-4. 
Al Roland Garros si fermò ai sedicesimi di finale sconfitto in tre set da Wojciech Fibak, dopo aver battuto in cinque set Hank Pfister e Bernard Mitton, l'ultimo giocatore da lui battuto agli Internazionali di Francia. 
Dal 13 al 15 giugno l'Italia sconfisse per 5-0 la Svizzera nella semifinale della zona A europea di Coppa Davis. In doppio Bertolucci e Adriano Panatta si imposero sui fratelli Heinz e Markus Günthardt, garantendo all'Italia la qualificazione alla finale europea, disputata al Foro Italico di Roma dall'11 al 13 luglio e vinta dall'Italia sulla Svezia per 3-2, con Bertolucci che, sempre insieme a Panatta, sconfisse in doppio i fratelli Hans e Stefan Simonsson. 
Al torneo di Vienna Bertolucci arrivò nei quarti di finale sconfiggendo Ricardo Cano in due set e Gianni Ocleppo, testa di serie n. 2, al tie-break del set decisivo, per poi cedere a Christophe Roger-Vasselin col punteggio di 6-3, 6-7, 6-3. 
Nella semifinale Interzone di Coppa Davis, vinta dall'Italia per 3-2 sull'Australia e disputata al Foro Italico dal 19 al 21 settembre, il doppio Bertolucci / Panatta superò in cinque set la coppia Peter McNamara / Paul McNamee, campioni in carica di Wimbledon, assicurando all'Italia la sua sesta finale di Coppa Davis della storia (la quarta per Bertolucci). 
Al torneo indoor di Parigi Bertolucci sconfisse al primo turno Robin Drysdale in due set e, negli ottavi di finale, la testa di serie n. 8 Jean-Francois Caujolle, per poi arrendersi in due partite ad Adriano Panatta, testa di serie n. 4 e futuro finalista del torneo. 
L'ultimo risultato di rilievo a livello individuale fu la finale disputata a novembre sul sintetico di Bologna, dove, nei primi due turni, eliminò in due set il qualificato statunitense Mike Barr e Pavel Složil. Nei quarti di finale la spuntò al terzo set su Jeff Borowiak, mentre in semifinale concesse soltanto tre giochi a Richard Meyer (6-3, 6-2), per poi arrendersi in finale a Tomáš Šmíd per 5-7, 2-6. 
Dal 14 al 16 dicembre disputò la sua quarta finale di Coppa Davis, la sesta per l'Italia che fu sconfitta 4-1 dalla Cecoslovacchia. Il doppio Bertolucci / Panatta perse contro la coppia Ivan Lendl / Tomáš Šmíd, in una sfida che non mancò di suscitare vaste polemiche sull'arbitraggio, giudicato molto parziale dalla squadra italiana.
Concluse la stagione alla posizione n. 70 della classifica mondiale.

### 1981: finale a Venezia
La stagione partì con il primo turno della nuova formula del World Group di Coppa Davis, dove l'Italia fu sconfitta per 3-2 dalla Gran Bretagna. In coppia con Adriano Panatta, Bertolucci perse il doppio contro Andrew Jarrett e Jonathan Smith.
A maggio raggiunse per la sesta volta i quarti di finale al torneo di Firenze, sconfiggendo al primo turno Ismail El Shafei in due set e al secondo Billy Martin, entrambi in due set. A interrompere il suo cammino fu la testa di serie n. 3 e futuro finalista del torneo Raúl Ramirez che si impose col punteggio di 2-6, 6-0, 6-4. 
Al Roland Garros fu eliminato al primo turno da Guillermo Vilas, testa di serie n. 6 e n. 6 del mondo, col punteggio di 2-6, 5-7, 2-6. 
L'ultimo risultato di rilievo in stagione a livello individuale fu la finale raggiunta al torneo di Venezia, la sua dodicesima e ultima in carriera. Prima di cedere a Mario Martinez con un doppio 4-6, aveva eliminato nell'ordine Carlos Kirmayr, testa di serie n. 4, Tonino Zugarelli, Diego Pérez e il qualificato Pedro Rebolledo.
A ottobre l'Italia affrontò la Corea del Sud negli spareggi retrocessione del World Group di Coppa Davis. Per conquistare la salvezza furono sufficienti le prime due giornate in cui, sempre in coppia con Adriano Panatta, Bertolucci vinse il doppio contro il duo Choon-Ho Kim / Dong-Wook Song.
Concluse la stagione alla posizione n. 93 della classifica mondiale.

### 1982
Nel primo turno del World Group di Coppa Davis contro la Gran Bretagna, al Foro Italico di Roma, l'Italia vendicò la sconfitta subita l'anno precedente, imponendosi per 3-2. Bertolucci, sempre insieme ad Adriano Panatta, vinse il doppio contro Andrew Jarret e Jonathan Smith. 
Il miglior risultato della stagione furono gli ottavi di finale disputati a Roma, raggiunti grazie alle vittorie su Leo Palin in due set e su José Luis Damiani in tre. A impedirgli l'accesso ai quarti fu Pablo Arraya, che lo eliminò in due set. 
Alla sua undicesima e ultima partecipazione, subì la sesta sconfitta al primo turno al Roland Garros, per mano di Harold Solomon, che gli concesse sette game (4-6, 2-6, 1-6). 
Nei quarti di finale del World Group di Coppa Davis vinti dalla Nuova Zelanda per 3-2, Bertolucci, insieme ad Adriano Panatta, superò il duo Chris Lewis / Russel Simpson.
Concluse la stagione alla posizione n. 138 della classifica mondiale.

### 1983
Nel primo turno del World Group contro l'Irlanda, sempre in coppia con Adriano Panatta, vinse il suo ultimo match di Coppa Davis, contro la coppia Matt Doyle / Sean Sorensen, contribuendo alla qualificazione, 3-2, dell'Italia al turno successivo.
Nella sua tredicesima e ultima partecipazione agli Internazionali d'Italia fu eliminato al secondo turno in due set dalla testa di serie n. 11 Paul Mcnamee. Quella ottenuta al primo turno, in due set, contro il qualificato italiano Gianluca Rinaldini fu la sua ultima vittoria in singolare nel circuito maggiore. Il 6 giugno, al torneo di Venezia, venne sconfitto per 6-2, 6-1 da Jairo Velasco, nell'ultimo incontro ATP da lui disputato in carriera.
A luglio si concluse anche la sua carriera in Coppa Davis. Nei quarti di finale del World Group, contro l'Argentina, nella sua ultima apparizione al Foro Italico di Roma, fu sconfitto insieme ad Adriano Panatta dalla coppia Guillermo Vilas / José Louis Clerc.

### Dopo il ritiro

Bertolucci (primo da sinistra) capitano della squadra italiana di Coppa Davis finalista nell'edizione 1998

Fu capitano della squadra italiana di Coppa Davis dal 1997 al 2000. Nel 1998 guidò la Nazionale alla finale, risultato che mancava dal 1980, subendo però la sconfitta da parte della Svezia a Milano. Il suo ultimo anno da capitano coincise con la prima retrocessione della storia del sodalizio nel Gruppo I, avvenuta per opera del Belgio.
Attualmente è commentatore televisivo per Sky Sport. Nel 2015 ha pubblicato per l'editore Ultra sport la sua biografia, "Pasta kid", nomignolo affibbiatogli dal famoso giornalista americano Bud Collins per la sua passione per la buona tavola e il fisico non proprio atletico.
Si professa cattolico.

## Record
Detiene il primato di vittorie assolute e consecutive (3) nel torneo di Firenze, a pari merito con Thomas Muster.
È l'unico tennista italiano ad aver:
- vinto tre edizioni consecutive di uno stesso torneo ATP (Firenze).
- vinto tre tornei ATP sulla terra rossa nella stessa stagione (1977), a pari merito con Matteo Berrettini (2024) e Luciano Darderi (2025).
- vinto cinque finali ATP al meglio dei cinque set, a pari merito con Adriano Panatta.
- disputato quattro finali al torneo di Firenze.

Inoltre è stato il primo tennista italiano:
- ad aver vinto tre tornei ATP nella stessa stagione (1977).
- ad aver disputato una semifinale agli Internazionali d'Italia nell'era Open (1973).
- ad aver affrontato il numero 1 del ranking ATP computerizzato (Ilie Năstase, 1º novembre 1973).
- a essere entrato nella top 20 della classifica ATP computerizzata, a pari merito con Adriano Panatta (23 agosto 1973).

## Statistiche

### Singolare

#### Vittorie (6)
| ATP Tour 500 (1) |
| ATP Tour 250 (5) |

| Numero | Data           | Torneo                     | Superficie  | Avversario in finale | Punteggio                |
| 1.     | 13 maggio 1975 | ATP Firenze, Firenze (1)   | Terra rossa | Georges Goven        | 6-3, 6-4                 |
| 2.     | 10 aprile 1976 | ATP Barcellona, Barcellona | Terra rossa | Jun Kuki             | 6-1, 3-6, 6-1, 7-6       |
| 3.     | 9 maggio 1976  | ATP Firenze, Firenze (2)   | Terra rossa | Patrick Proisy       | 6-7, 2-6, 6-3, 6-2, 10-8 |
| 4.     | 24 aprile 1977 | ATP Firenze, Firenze (3)   | Terra rossa | John Feaver          | 6-4, 6-1, 7-5            |
| 5.     | 15 maggio 1977 | ATP German Open, Amburgo   | Terra rossa | Manuel Orantes       | 6-3, 4-6, 6-2, 6-3       |
| 6.     | 19 giugno 1977 | Berlin Open, Berlino       | Terra rossa | Jiří Hřebec          | 6-4, 5-7, 4-6, 6-2, 6-4  |

#### Sconfitte (6)
| ATP Tour 500 (1) |
| ATP Tour 250 (5) |

| Numero | Data              | Torneo                                            | Superficie  | Avversario in finale | Punteggio     |
| 1.     | 12 maggio 1974    | ATP Firenze, Firenze                              | Terra rossa | Adriano Panatta      | 3-6, 1-6      |
| 2.     | 26 maggio 1974    | British Hard Court Championships, Bournemouth     | Terra rossa | Ilie Năstase         | 1-6, 3-6, 2-6 |
| 3.     | 30 settembre 1978 | British Hard Court Championships, Bournemouth (2) | Terra rossa | José Higueras        | 2-6, 1-6, 3-6 |
| 4.     | 9 marzo 1980      | Cairo Open, Il Cairo                              | Terra rossa | Corrado Barazzutti   | 4-6, 0-6      |
| 5.     | 23 novembre 1980  | Bologna Indoor, Bologna                           | Terra rossa | Tomáš Šmíd           | 5-7, 2-6      |
| 6.     | 19 giugno 1981    | ATP Venezia, Venezia                              | Terra rossa | Mario Martínez       | 4-6, 4-6      |

### Doppio

#### Vittorie (12)
| No. | Anno | Torneo                                | Superficie       | Compagno        | Avversari in finale                     | Punteggio     |
| 1.  | 1973 | ATP Firenze, Firenze                  | Terra rossa      | Adriano Panatta | Juan Gisbert / Ilie Năstase             | 6-3, 6-4      |
| 2.  | 1974 | ATP Firenze, Firenze (2)              | Terra rossa      | Adriano Panatta | Robert Machan / Balázs Taróczy          | 6-3, 3-6, 6-4 |
| 3.  | 1974 | Swedish Open, Båstad                  | Terra rossa      | Adriano Panatta | Ove Nils Bengtson / Björn Borg          | 6-3, 2-6, 6-3 |
| 4.  | 1975 | Bologna Indoor, Bologna               | Sintetico indoor | Adriano Panatta | Arthur Ashe / Tom Okker                 | 6-3, 3-6, 6-3 |
| 5.  | 1975 | Rothmans International London, Londra | Sintetico indoor | Adriano Panatta | Jürgen Fassbender / Hans-Jürgen Pohmann | 6-3, 6-4      |
| 6.  | 1975 | Austrian Open, Kitzbühel              | Terra rossa      | Adriano Panatta | Patrice Dominguez / François Jauffret   | 6-2, 6-2, 7-6 |
| 7.  | 1975 | ATP Buenos Aires, Buenos Aires        | Terra rossa      | Adriano Panatta | Jürgen Fassbender / Hans-Jürgen Pohmann | 3-6, 6-1, 8-6 |
| 8.  | 1979 | Torneo Godó, Barcellona               | Terra rossa      | Adriano Panatta | Carlos Kirmayr / Cássio Motta           | 6-4, 6-3      |
| 9.  | 1979 | ATP Firenze, Firenze (3)              | Terra rossa      | Adriano Panatta | Ivan Lendl / Pavel Složil               | 6-4, 6-3      |
| 10. | 1980 | Monte Carlo Open, Monte Carlo         | Terra rossa      | Adriano Panatta | Vitas Gerulaitis / John McEnroe         | 6-2, 5-7, 6-4 |
| 11. | 1980 | Paris Open, Parigi                    | Sintetico indoor | Adriano Panatta | Brian Gottfried / Raymond Moore         | 6-4, 6-4      |
| 12. | 1982 | ATP Firenze, Firenze (4)              | Terra rossa      | Adriano Panatta | Sammy Giammalva Jr. / Tony Giammalva    | 7-6, 6-1      |

#### Finali perse (7)
| No. | Anno | Torneo                                        | Superficie       | Compagno           | Avversari in finale                     | Punteggio     |
| 1.  | 1974 | British Hard Court Championships, Bournemouth | Terra rossa      | Corrado Barazzutti | Juan Gisbert / Ilie Năstase             | 6-4, 6-2, 6-0 |
| 2.  | 1975 | Richmond WCT, Richmond                        | Sintetico indoor | Adriano Panatta    | Hans Kary / Fred McNair                 | 7–6, 5–7, 7–6 |
| 3.  | 1975 | Barcelona WCT, Barcellona                     | Sintetico indoor | Adriano Panatta    | Arthur Ashe / Tom Okker                 | 7-5, 6-1      |
| 4.  | 1976 | Swiss Open Gstaad, Gstaad                     | Terra rossa      | Adriano Panatta    | Jürgen Fassbender / Hans-Jürgen Pohmann | 7-5, 6-3, 6-3 |
| 5.  | 1980 | ATP Firenze, Firenze                          | Terra rossa      | Adriano Panatta    | Raúl Ramírez / Gene Mayer               | 6-1, 6-4      |
| 6.  | 1981 | Cairo Open, Il Cairo                          | Terra rossa      | Gianni Ocleppo     | Ismail El Shafei / Balázs Taróczy       | 6-7, 6-3, 6-1 |
| 7.  | 1981 | ATP Firenze, Firenze (2)                      | Terra rossa      | Adriano Panatta    | Raúl Ramírez / Pavel Složil             | 6-3, 3-6, 6-3 |